# Делчо Лулчев
Делчо Луков Лулчев е български строителен инженер, заслужил деятел на Българския туристически съюз.
Той е роден в гр. Панагюрище. Завършва специалност Промишлено и гражданско строителство във ВИАС (дн. УАСГ), София през 1957 г.
Участва като проектант и организатор в строителството на някои от най-мащабните строителни постижения в България – Акумулаторния завод в гр. Пазарджик, Комбината за цветни метали в гр. Пловдив, ТЕЦ в гр. Русе, Циментовия завод в с. Златна Панега. През 1970 г. е назначен за ръководител на строежа на АЕЦ в Козлодуй.
Внедрява технически новости в строителството на атомни електроцентрали като: създаване на противоземетръсна основа с льосо-цимент, изграждане на пристанище Козлодуй – най-голямото по поречието на р. Дунав. От 1974 до 1979 г. е секретар на ОК на БКП във Враца.
Удостоен е с редица държавни отличия. От 1979 до 1981 г. работи като заместник-министър на строежите и строителните материали.